# Sacierges-Saint-Martin
Sacierges-Saint-Martin é uma comuna francesa na região administrativa do Centro, no departamento Indre. Estende-se por uma área de 31,82 km². Em 2010 a comuna tinha 328 habitantes (densidade: 10,3 hab./km²).